# Enicospilus mecophlebius
Enicospilus mecophlebius là một loài tò vò trong họ Ichneumonidae.